# Martin Roos
Martin Roos, néhol magyarosan Roos Márton (Temeskenéz, 1942. október 17. –) nyugalmazott temesvári püspök, nagybecskereki apostoli adminisztrátor.

## Pályafutása
Középiskolai tanulmányait Gyulafehérvárott, a Római Katolikus Kántoriskolában végezte 1956–1957 és 1957–1961 között (közte magántanulóként). Ott kezdte meg teológiai tanulmányait is 1961 szeptemberében. Októberben édesanyjával családegyesítés címén kivándorolt Németországba; a teológiát 1962 és 1969 között Königsteinben folytatta. 1971. július 3-án szentelték pappá, ez után a Rottenburg-Stuttgarti egyházmegyében teljesített szolgálatot: Stuttgart–Obertürkheimben káplán, majd 1973-tól Simpfachban plébános lett.
1990-ben visszatért Temesvárra, ahol irodaigazgatóként szolgált.

### Püspöki pályafutása
1999. június 24-én II. János Pál pápa a Temesvári egyházmegye püspökévé nevezte ki. Augusztus 28-án szentelte püspökké Jean-Claude Périsset romániai apostoli nuncius; a társszentelők Gyulay Endre szeged-csanádi püspök és Johannes Kreidler rottenburg-stuttgarti segédpüspök voltak.
2018. május 16-án nyugállományba vonult.
2020. március 6-án Ferenc pápa – Német László püspök akadályoztatása (betegsége) miatt – a Nagybecskereki egyházmegye teljes jogú apostoli adminisztrátorává nevezte ki.

## Művei
- Gerhard von Csanád. Gestalt eines Bischofs der frühen ungarischen Kirche. Im Eigenverlag der drei Bistümer Szeged-Csanád, Groß-Betschkerek, Temeswar sowie im Verlag Edition Musik Südost. München 2017. 375 o.[4]

2018-ban az ő kezdeményezéséből jelent meg Szent Gellért püspök Deliberatio című művének fakszimile kiadása.